# Gone Camping
Gone Camping är ett svenskt webb-tv-program med campingsemestern i fokus som vunnit pris både i Sverige och i Tyskland. Programmet belönades i TRIP Award 2013 för årets bästa nyttjande av marknadsföring och distribution. Gone Camping har även vunnit guld i kategorin Webb-tv-underhållning 2014 på World Media Festival i Hamburg.
Programledare är Martin Örnroth.
Gone Camping hade premiär 2013 och sänds på TV8play och på Youtube.com. Programledaren Martin Örnroth reser runt och testar olika aktiviteter och semesternöjen främst i Sverige men även i övriga Europa. Reportagen har fokus på friluftsliv och äventyr. Programmet finns även som en app. Gone Camping är ett resultat av ett projekt mellan SCR och HRF och produceras av Silverbullet Film. 